# Amt Iphofen
Das Amt Iphofen war ein Amt des Hochstifts Würzburg.

## Funktion
In der Frühen Neuzeit waren Ämter eine Ebene zwischen den Gemeinden und der Landesherrschaft. Die Funktionen von Verwaltung und Rechtsprechung waren hier nicht getrennt. Dem Amt stand ein Amtmann vor, der von der Landesherrschaft eingesetzt wurde. Das Amt Iphofen war gleichzeitig Zentamt, also Hochgerichtsbezirk.

## Geschichte
Nach würzburgischer Darstellung ging das Amt aus einer Schenkung Karlmanns hervor. Die Amtsorte waren überwiegend Ganerbschaften.
Die Statistik des Hochstiftes Würzburg von 1699 nennt 935 Untertanen in 1 Stadt 4 Dörfern und zwei Höfen. Als jährliche Einnahmen des Hochstiftes aus dem Amt wurden abgeführt: Schatzung: 45 Reichstaler und Rauchpfund: 285 Pfund.
Nach dem Übergang an Kurpfalz-Bayern 1802 wurde das Amt aufgelöst und die Orte später überwiegend dem Landgericht Markt Bibart zugeordnet.

## Umfang
Am Ende des HRR umfasste das Amt die Stadt Iphofen sowie die Ortschaften Hüttenheim, Neubirklingen, Rödelsee und Wiesenbrunn.

## Cent
Zur Cent gehörten die Amtsorte ohne Hüttenheim (Hüttenheim war Ganerbschaft und gehörte zur schwarzbergischen Cent Wässerndorf) und zusätzlich Ziegenbach, Seufertshof, Schwanberg, Dürrbach, Blindhahn, Riegerried.
Der Gerichtsplatz lag auf dem alten Weg nach Mainbernheim in den Flurlagen "Galgengrund" und "Arme Ruh". Der Galgengrund liegt etwa 1200 Meter südwestlich des Marktplatzes.

## Amtshaus

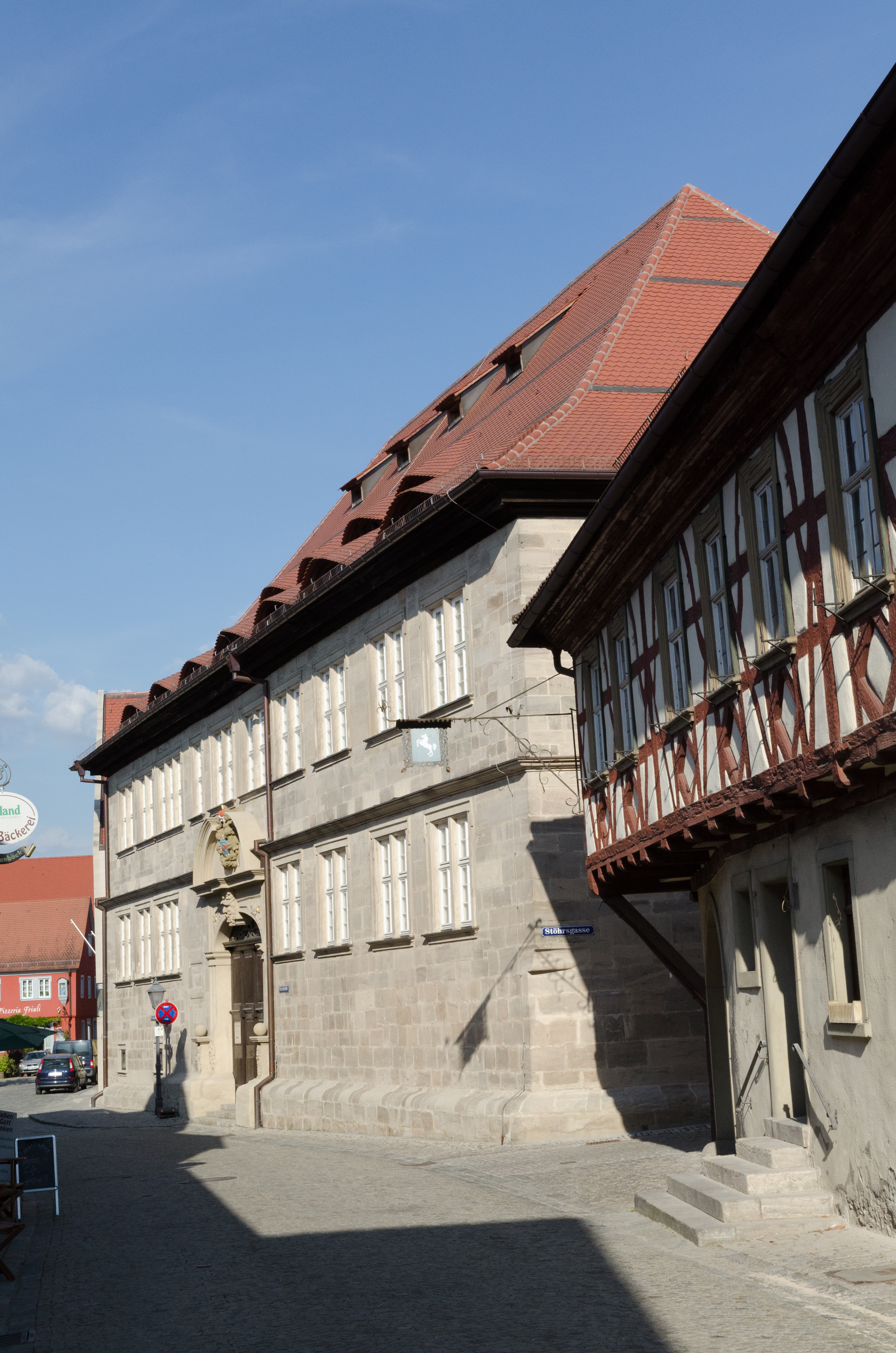
Amtshof

Der ehemalige würzburgische Amtshof (heutige Adresse: Maxstraße 28) ist ein zweigeschossiger Sandsteinquaderbau mit Walmdach, bezeichnet „1693“. Er steht als Baudenkmal unter Denkmalschutz.